# Jag kan höra dig vissla
Jag kan höra dig vissla är ett musikalbum från 1997 av den svenska visselkonstnären Jan Lindblad. På skivan medverkar Marcus Österdahl och Marcus Österdahls orkester. CD-skivan gavs ut postumt på skivbolaget EMI Records.

## Låtförteckning
1. Entonigt ringer den lilla klockan
2. Sailing
3. Ack Värmeland du sköna
4. Tema ur Törnfåglarna
5. Cancíon de cuna para dormir a un negrito
6. Listen to the Ocean
7. El condor pasa
8. Shenandoah
9. Danzante del destino
10. Annie Laurie's Song
11. Mera dil ye pugri
12. Ave Maria
13. L'ames de poète
14. Kojo no tsuki